# حاجی کولوق
حاجی کولوق (به لاتین: Khadzhykulluk) یک منطقهٔ مسکونی در ترکمنستان است که در استان لب آب واقع شده‌است.